# Dolmen du Pouey Mayou
Le dolmen du Pouey Mayou est un coffre mégalithique situé à Bartrès, dans le département des Hautes-Pyrénées en région Occitanie.

## Localisation et toponymie
Le monument est situé à la limite ouest de la forêt d'Ossun, à environ, à vol d'oiseau 1 000 m à l'est de la commune Barlest et à 540 m d'altitude. Il est distant de 800 m du menhir de Peyre Hicade plus au sud. Son nom signifie tertre principal en occitan (pouey signifiant « hauteur »  et mayou « la plus élevée»),,.

## Historique
Le tumulus fut utilisé pour y ériger une tour télégraphique puis une borne géodésique y fut installée par des officiers d'état-major lors de travaux de triangulation,. Le site fut fouillé une première fois par le propriétaire des lieux, M. Clouchet puis Édouard Piette poursuivit les travaux de fouille durant l'hiver 1879-1880, assisté par Aymar de Saint-Saud.
L'édifice est classé au titre des monuments historiques en 1889.

## Architecture
À l'origine, le tumulus mesurait 45 m de diamètre et 3,60 m de hauteur. Selon Piette, le tumulus avait été entamé dans sa partie orientale par des prélèvements de terre effectués par des paysans. Piette fit creuser une profonde tranchée de 4,70 m de profondeur qui coupa le tumulus en deux moitiés égales, selon une orientation est-ouest. Le sommet du tumulus comportait deux couches de cendres mêlées de charbons et d'ossements calcinés séparées par 20 cm de terre, la plus grande mesurant 20 m de diamètre pour une épaisseur maximale de 15 cm,.

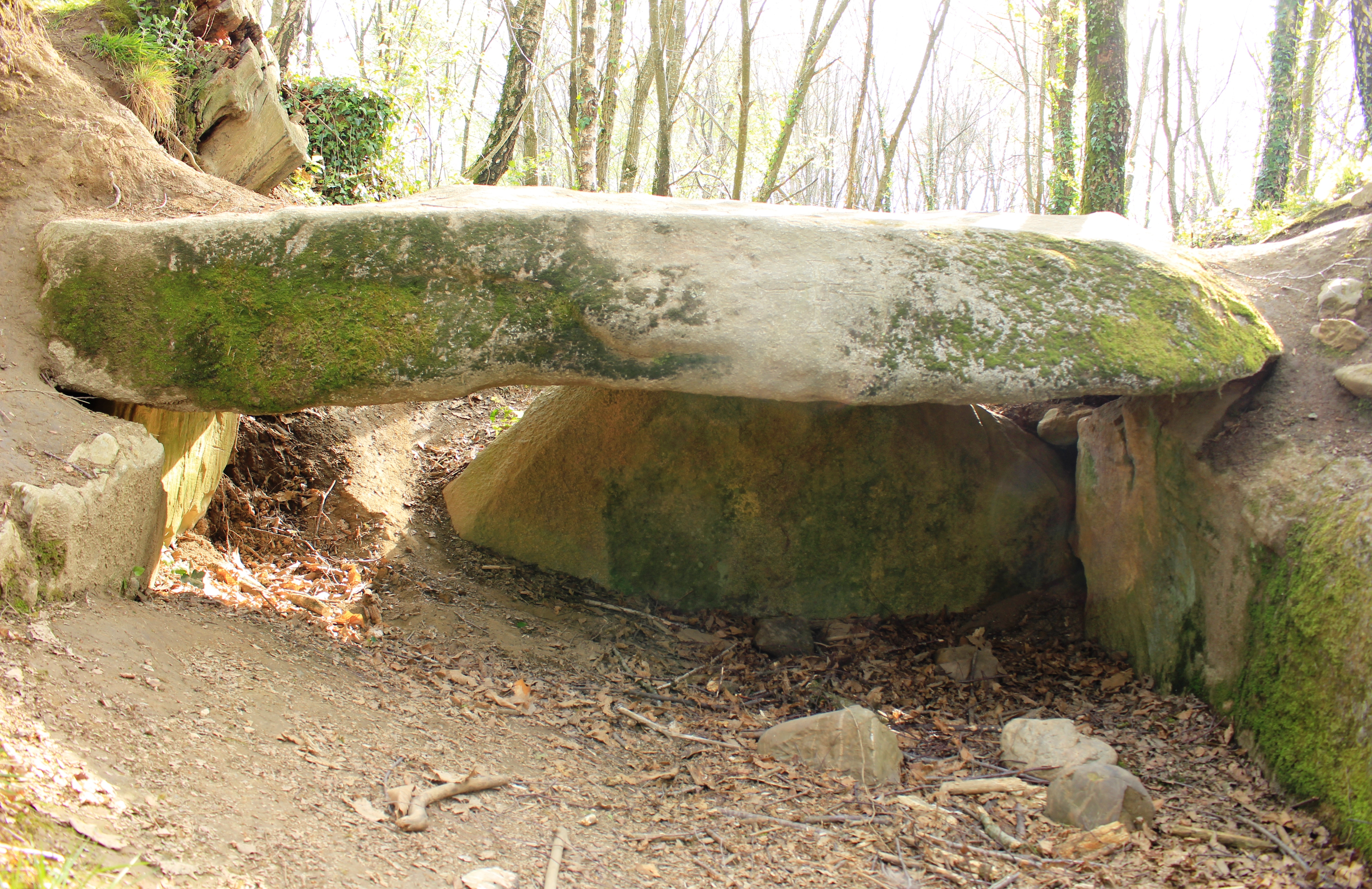
Unique table de couverture demeurée en place.

Le sommet de la chambre funéraire fut atteint à 1,60 m de profondeur,. La chambre, ouvrant à l'est, est délimitée par deux longs orthostates en granite côté sud et cinq orthostates (trois en grès et deux en granite) côté nord. L'ensemble mesure 7,37 m de long, 4,30 m de large côté est et 3,70 m de large côté ouest. La hauteur sous plafond est de 2,60 m à l'entrée et de 2 m au chevet. La chambre était recouverte de quatre tables de couverture (trois en granite et la quatrième en grès) dont une seule était demeurée en place, les autres étant fracturées et tombées à l'intérieur de la chambre. L'ensemble était ceinturé par un cairn en galets sur environ 2 m d'épaisseur.
Le Pouey Mayou est à ce titre exceptionnel par ses dimensions, les coffres mégalithiques de la région mesurant généralement de 1,50 à 2 m de longueur sur 0,70 m de largeur.

## Couches archéologiques
L'intérieur de la chambre était constitué d'une alternance de couches d'argile séparées par des lits de pierres plates : une première couche d'argile blanche mélangée avec des cendres, du charbon et des fragments d'ossements humains ayant subi une crémation, une seconde couche d'argile grise à noirâtre et une troisième couche d'argile jaune reposant directement sur le sol naturel qui avait été préalablement creusé sur 0,58 m de profondeur .
Piette ne découvrit que quelques ossements humains, dont un fragment de crâne, mais il estima que la chambre avait accueilli deux sépultures, une au nord et l'autre au sud, les corps étant placés adossés le long des parois.
En son absence, E. Piette reçut un télégramme l'informant de la découverte par ses ouvriers d'un collier en or et de couteaux en ivoire. Revenu sur place, Piette ne recueillit finalement qu'une perle en or en forme d'olive, un couteau en silex taillé et quelques fragments de poteries. Bien que Piette expliqua lui-même cette différence de contenu par un excès d'optimisme gascon, il n'est pas exclu que le matériel archéologique réellement découvert fut en partie subtilisé par ses découvreurs.